# It’s So Nice to Have a Wolf Around the House
It’s So Nice to Have a Wolf Around the House ist ein US-amerikanischer animierter Kurzfilm von Paul Fierlinger aus dem Jahr 1979.

## Handlung
Ein alter Mann lebt mit seinem alten Hund, seiner noch älteren Katze und seinem extrem alten Goldfisch auf einem Hausboot zusammen. Sie schaffen den Haushalt nicht mehr und so lässt der alte Mann per Zeitungsanzeige nach einer Haushaltshilfe suchen. Kurze Zeit später klopft es an der Tür und Cuthbert Q. Divine steht davor. Er ist ein Wolf, gibt sich vor dem alten Mann jedoch als Wolfshund aus. Er wird zur Perle der Familie, säubert die Unterkunft, streicht die Wände neu und macht das alte Hausboot sogar wieder flott, sodass alle Fahrten vor der Skyline von New York City unternehmen können. Hund, Katze, Fisch und der alte Mann fühlen sich verjüngt und genießen ihr Leben.
Eines Tages liest der Mann in der Zeitung, dass Cuthbert Q. Divine wegen Betrugs gesucht wird. Zudem steht dort, dass er in Wirklichkeit ein Wolf sei. Der alte Mann ist enttäuscht und der Wolf gesteht ihm schließlich, früher Mitglied einer Wolf-Motorradgang gewesen zu sein, weil er der einzige Wolf mit Motorrad war, und bricht schließlich voller Selbstvorwürfe nervlich zusammen. Er muss lange das Bett hüten und der Mann und seine Tiere führen mehr schlecht als recht den Haushalt. Als Cuthbert genesen ist, rät ihm der alte Mann, sich der Polizei zu stellen. Cuthbert wird verhaftet. Vor Gericht berichten der alte Mann und die Tiere von Cuthberts großer Hilfsbereitschaft und seinen guten Taten, und der Richter spricht Cuthbert schließlich frei. Zusammen mit dem alten Mann und den Tieren lebt er noch heute auf dem Hausboot.

## Produktion
It’s So Nice to Have a Wolf Around the House beruht auf dem gleichnamigen Buch von Harry Allard und James Marshall aus dem Jahr 1977. Sämtliche Figuren des Films werden von Jim Thurman gesprochen.
Mit It’s Nice to Have a Mouse Around the House erschien bereits 1965 ein fast gleichlautender Trickfilm mit Speedy Gonzales und Daffy Duck in den Hauptrollen.

## Auszeichnungen
It’s So Nice to Have a Wolf Around the House wurde 1980 für einen Oscar in der Kategorie „Bester animierter Kurzfilm“ nominiert, konnte sich jedoch nicht gegen Every Child durchsetzen.